# Wilchingen
Wilchingen je mjesto u Švicarskoj u kantonu Schaffhausenu. Mjesto leži u Unterklettgauu. 

## Povijest
1049. godine Wilchingen se prvi put spominje pod imenom Wilechinga.
2009. godine se Wilchingenu pripojila općina Osterfingen.

## Gospodarstvo
Većinom se živi od poljoprivrede.

## Galerija
- Wilchingen, u pozadini crkva sv. Othmara
- Kuća u Wilchingenu
- Crkva sv. Othmara u Wilchingenu
- Restoran Rossberg
- Centar Wilchingena
- Glavna ulica
- Osterfingen
- Gostionica Bad Osterfingen

## Vanjske poveznice
- Službena stranica